# Hyrdemåne
 Der er for få eller ingen kildehenvisninger i denne artikel, hvilket er et problem. Du kan hjælpe ved at angive troværdige kilder til de påstande, som fremføres i artiklen.

En hyrdemåne er en måne, som med sin gravitation begrænser en planetrings udstrækning. Et eksempel er Saturns måne Pandora, der sammen med en anden måne, Prometheus, holder den tynde F-ring på plads.
Hyrdemåner blev opdaget af Voyagersonderne.
| Astronomi | Spire Denne artikel om astronomi er en spire som bør udbygges. Du er velkommen til at hjælpe Wikipedia ved at udvide den. |